# Eötvös (cràter)
Eötvös són les restes d'un cràter d'impacte situat a la cara oculta de la Lluna. Es troba al nord-nord-oest de la plana de l'escarpada vora del cràter Roche, i a l'est-sud-est de les restes del cràter Bolyai.

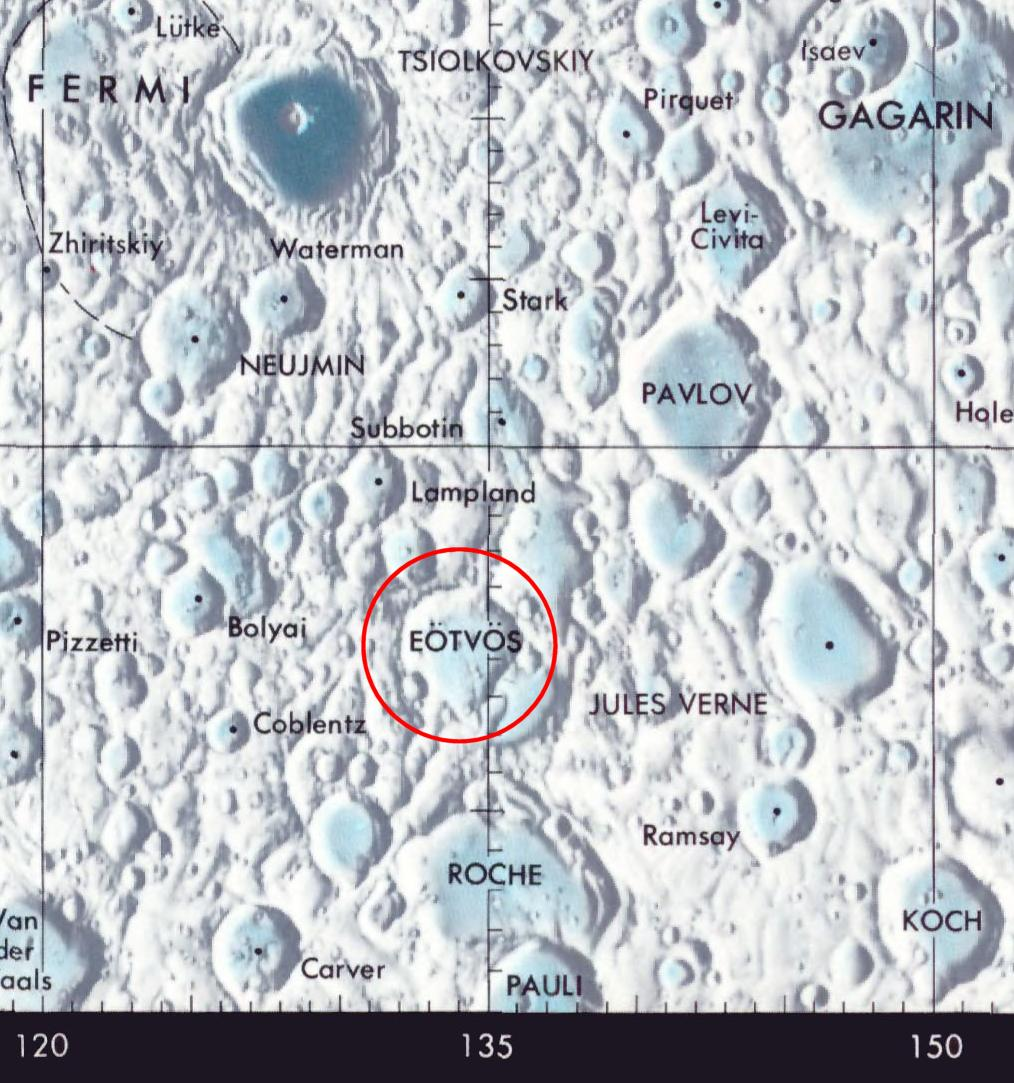
Localització d'Eötvös (centre inferior de la imatge)
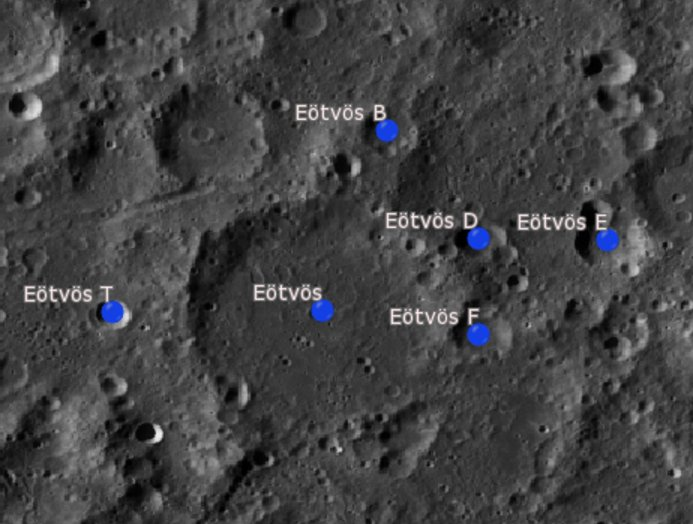
Cràters satèl·lit
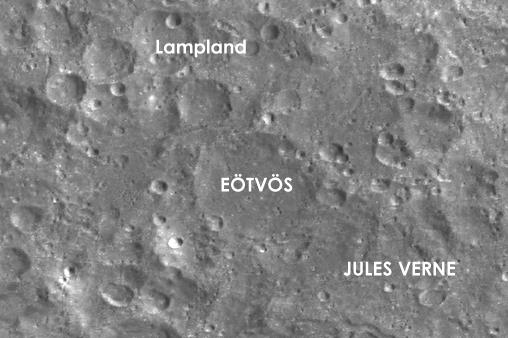
Imatge de la missió Clementine (1994)

Només queda la secció nord-oest de la vora del cràter. La resta forma una plataforma circular irregular ascendent. La vora és gairebé inexistent al llarg del sud-est, on s'uneix a una plana irregular fins a arribar a la vora del cràter Roche. Una sèrie de cràters petits es troben al llarg de la vora nord-est, i una altra més cap al sud-oest. L'interior és relativament pla, marcat per una sèrie de petits cràters, així com per altres relleus superposats (coneguts com a palimpsests, per la seva semblança conceptual amb aquest tipus d'escrits on se superposen escriptures de diferents dates), elevacions circulars superficials que amb prou feines són reconeixibles com a cràters.

## Cràters satèl·lit
Per convenció aquests elements són identificats en els mapes lunars posant la lletra en el costat del punt central del cràter que està més proper a Eötvös.
| Eötvös | Coordenades                            | Diàmetre |
| ------ | -------------------------------------- | -------- |
| B      | 33° 00′ S, 134° 48′ E / 33.0°S,134.8°E | 22 km    |
| D      | 34° 24′ S, 136° 06′ E / 34.4°S,136.1°E | 16 km    |
| E      | 34° 30′ S, 138° 06′ E / 34.5°S,138.1°E | 23 km    |
| F      | 35° 48′ S, 136° 12′ E / 35.8°S,136.2°E | 21 km    |
| T      | 35° 18′ S, 130° 48′ E / 35.3°S,130.8°E | 15 km    |